# Service à la russe
Die historische Form des Service à la russe (dt. „Bedienung nach russischer Art“) ist eine Speisenfolge, bei der die Gänge nacheinander an den Tisch gebracht und die Speisen auf dem Teller portioniert werden, bevor sie der Gast gereicht bekommt.

## Entstehung
Die oben bezeichnete Form der Bedienung wurde ab Mitte des 19. Jahrhunderts in der westlichen Welt bei formellen Abendessen zur Norm. Sie steht im Gegensatz zum älteren Service à la française („Bedienung nach französischer Art“), bei dem die Speisen der verschiedenen Gänge oder Trachten gleichzeitig in einer beeindruckenden Präsentation von Terrinen und Servierschalen auf den Tisch gebracht wurden und die Gäste sich das Essen selbst und gegenseitig auf die Teller legten.
Ein Abendessen im französischen Stil war meist ein Drei-Gänge-Buffet, ein Abendessen à la russe wurde in acht bis vierzehn separaten kleinen Gängen serviert. Schon im alten Athen und bei den Römern wurden Speisen einzeln aufgetragen; es wurden bis zu 50 Speisen nacheinander gereicht.
Der Service à la russe  hatte den Vorteil, dass die Speisen viel heißer waren, wenn sie den Gast erreichten. Zugleich wurde die Anzahl der Gerichte und Gewürze auf dem Tisch reduziert und sichergestellt, dass jeder Gast alle Gerichte probieren konnte, was beim Service à la française häufig nicht möglich war. Allerdings führte das auch dazu, dass die Wirkung der prächtigen Fülle der Speisen auf dem Tisch reduziert und viel mehr Diener und Geschirr benötigt wurden, so dass sich nur Wohlhabende diese Form der Bedienung leisten konnten. Da sich die Zeit, die man bei Tisch verbrachte, verkürzte, weil die Gäste nicht mit dem Zureichen der Speisen beschäftigt waren, nahm die Konversation eine größere Rolle ein.

Es wird dem russischen Botschafter Alexander Borissowitsch Kurakin zugeschrieben, dass er im Sommer des Jahres 1810 bei einem Essen in Clichy am Rande von Paris den Service à la russe nach Frankreich brachte. Während er sich in England durchsetzen konnte und schließlich in den 1870er und 1880er Jahren zur Norm wurde, gab es in Frankreich erheblichen Widerstand, und der Service à la française hielt sich bis in die 1890er Jahre und war darüber hinaus die Norm für formelle Staatsbankette. Heute ist der Service à la russe mit einigen Änderungen die Art und Weise, in der die meisten modernen westlichen Restaurants das Essen servieren.

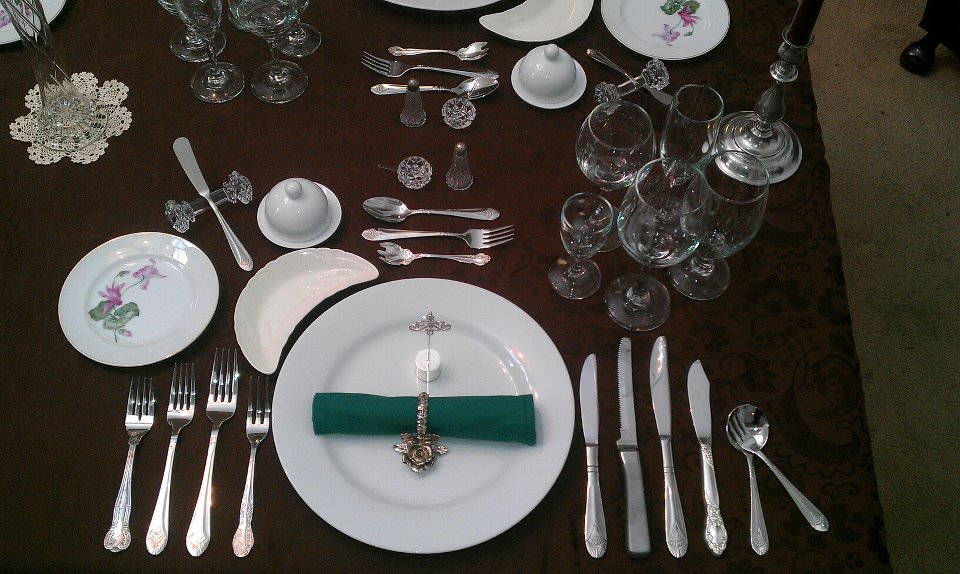
Service à la russe 8 Gänge Menü gedeckt für eine Person

## Ein mehrgängiges Essen nach russischer Art
Die Anzahl der Gerichte bzw. der Gänge, die bei einer Mahlzeit à la russe serviert werden, hat sich im Laufe der Zeit geändert, aber ein grundlegendes Prinzip des Services – beginnend mit der Suppe, über verschiedene Vorspeisen, dann den Braten oder das Wild und schließlich Gemüse (einschließlich Salate), Süßigkeiten und Kaffee – bestand von der Mitte des 19. Jahrhunderts (als diese Art von Service in Frankreich eingeführt wurde) bis zum Zweiten Weltkrieg und wurde in stark reduzierter Form bis ins 21. Jahrhundert beibehalten. Die Reihenfolge der Speisen stammt direkt von dem viel älteren Service à la française ab. Wie Jean-Louis Flandrin gezeigt hat, entsprach die Reihenfolge des Verzehrs – die den Gästen der damaligen Zeit bekannt war, aber aus den zeitgenössischen Speisekarten oder Beschreibungen der Mahlzeiten nur selten hervorgeht – im Wesentlichen der Reihenfolge der Präsentation im Service à la russe.